# Mercedes-Benz C219
Mercedes-Benz C219 — четырёхдверное люксовое купе немецкого автопроизводителя Mercedes-Benz, первое поколение CLS-класса, выпускавшееся с 2004 по 2010 год. Прототип автомобиля был представлен в 2003 году на Франкфуртском автосалоне. Через год модель поступила в продажу. Производственные мощности были сосредоточены в Зиндельфингене, Германия.
В 2008 году автомобиль претерпел небольшой фейслифтинг, привнёсший изменения в его внешний вид. Через два года производство было окончено, а на смену C219 в 2011 году пришла модель Mercedes-Benz C218.

## История
Прототип будущего Mercedes-Benz C219 был представлен в 2003 году на Франкфуртском автосалоне и назывался Mercedes-Benz Vision CLS. Патенты на дизайн автомобиля были поданы 24 июля 2002 года. Концепт был построен на базе W211 (E-класс).
В 2004 году на автовыставке в Нью-Йорке и Болонье дебютировала модель CLS 500. Серийный выпуск C219 начался в 2004 году на заводах в Зиндельфингене, Германия. Модельный ряд состоял из двух шестицилиндровых моделей и двух восьмицилиндровых. Первая группа включала дизельную CLS 320 CDI и бензиновую CLS 350. Флагманская серия определялась обычной CLS 500 и CLS 55 AMG (представлена на Парижском автосалоне в 2004 году), построенной дочерним тюнером Mercedes-AMG. На рынок США модель поступила только в 2005 году.
В 2006 году произошла замена сразу трёх двигателей. На бензиновом V6 установили двигатель нового поколения с непосредственным впрыском топлива, а автомобиль назвали CLS 350 CGI (англ. Stratified-Charged Gasoline Injection). Появилась версия CLS 320 BlueTEC. Двигатели M113 заменили на M273 для CLS 500 (модель стала именоваться CLS 550 для экспорта в США) и M275 для нового флагмана CLS 63 AMG. В 2008 году автомобиль потерпел очень небольшую модернизацию, входе которой изменился вид решётки радиатора, появились светодиодные задние фонари, другие зеркала заднего вида со светодиодными повторителями «поворотников», а также колёсные диски нового дизайна и другие патрубки выпускной системы. При этом модельный ряд пополнился ещё одной моделью с V6 — CLS 280. В 2009 году были проведены последние изменения, которые затронули лишь наименования: дизельная CLS 320 CDI получила обозначение CLS 350 CDI, а бензиновая CLS 280 — CLS 300. При этом ни двигатели, ни их рабочие характеристики никак не изменились.
27 июля 2010 года с конвейера Mercedes-Benz Зиндельфингене сошёл последний автомобиль модели C219. Последним стал автомобиль чёрного цвета, оснащенный 5,5-литровым восьмицилиндровым бензиновым двигателем и предназначенный для американского рынка. С момента появления Mercedes-Benz CLS на конвейере (октябрь 2004 года) на этом предприятии было собрано около 170 000 таких машин.
Второе поколение CLS-класса появилось в 2011 году на базе концепт-кара F800 Style.

## Описание

### Экстерьер

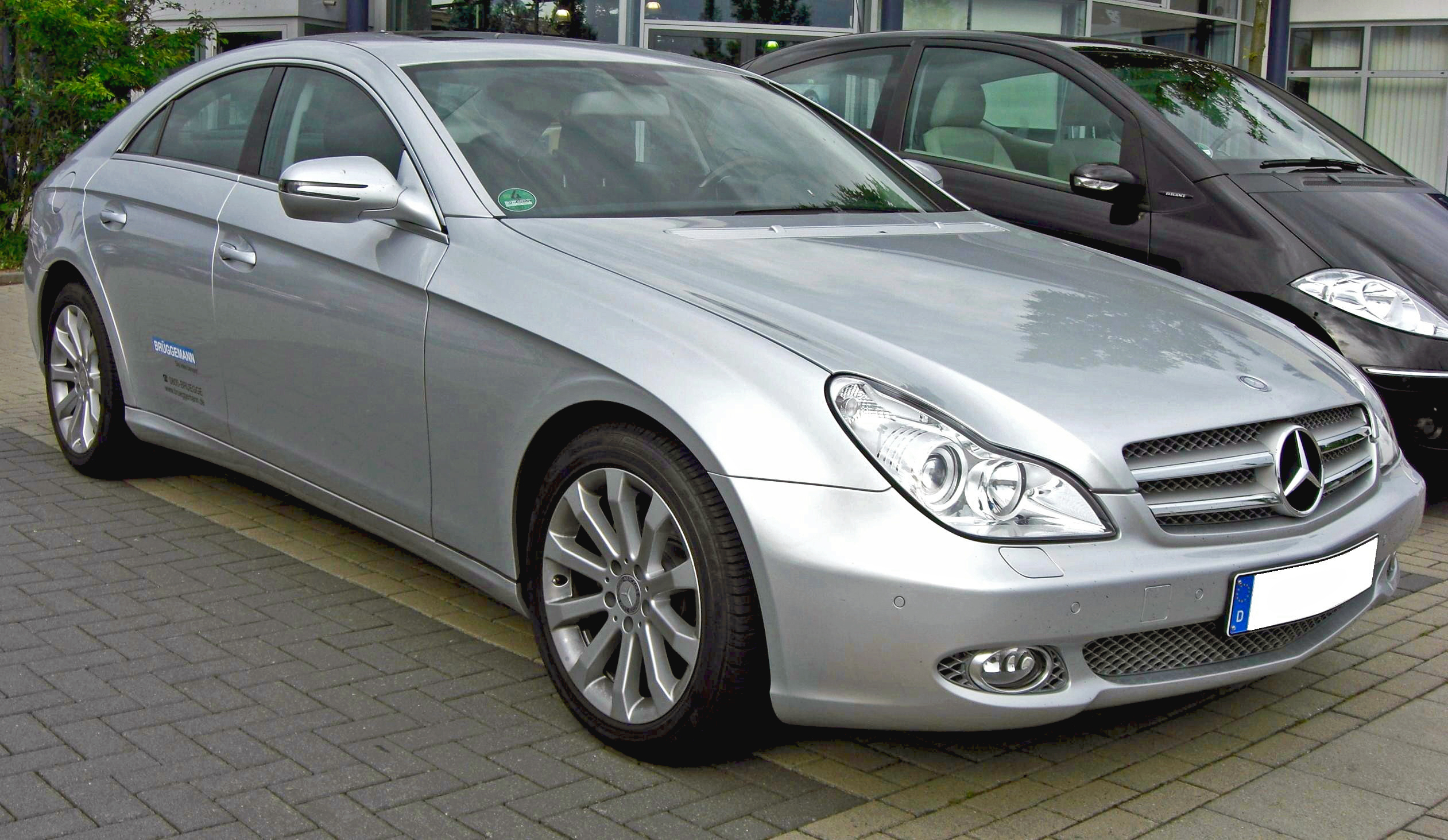
C219 после рестайлинга

Ручки дверей и боковые зеркала 5-метрового C219 отделаны хромом. На всех моделях автомобиля установлены легкосплавные диски с R18—R19 шинами.
Кузов окрашен в новую специальную краску, устойчивую к царапинам. Компания Mercedes-Benz даёт 30-летнюю гарантию на защиту от коррозии — все кузовные детали из листового металла электролитически оцинкованы. В дополнении к этому кузов покрыт органической краской, содержащей пигменты цинка (толщиной от 2 до 4 микрометров).
В стандартной комплектации все модели C219 оборудованы галогенными лампами (H7), обеспечивающие яркий ближний свет из прозрачных пластиковых линз. Фары на основе новейших технологий занимают меньше места, чем обычные системы отражателей, а также генерируют мощный пучок света. По желанию может быть установлена би-ксеноновая система освещения. В обеих версиях в стандартную комплектацию C219 входит функция «Headlamp Assist», которая автоматически включает и выключает фары тогда, когда автомобиль въезжает в туннель или подземную автостоянку(при условии, что поворотный выключатель света находится в положении «Авто»).
Коэффициент аэродинамического сопротивления Cd составляет 0,30 для модели CLS 350 и 0,31 для CLS 500.

### Интерьер
Интерьер C219 доступен в четырёх цветах, трёх типах кожи и двух видов древесины. Кожаный салон, цвет которой варьируется между чёрным, серым базальтом, красным закатом и кашемиром, поставляется с обивкой наппа-кожа для моделей Designo. Внутренняя отделка из дерева лаурел и капы ореха доступна либо в глянцевом, либо матовым шёлковом покрытии (с 2006 года доступен глазковый клён).
Сидения опционально могут быть оборудованы системой вентиляции. Расстояние между ними составляет 829 мм. Акустическая система состоит из 10 динамиков, создающих объёмный звук. По заказу может быть установлен CD-чейнджер.
Крышка багажника открывается и закрывается одним нажатием кнопки на электронном ключе зажигания или переключателем на внутренней панели двери водителя.

### Двигатели
Модельный ряд C219 2004—2006 годов состоял из двигателей CLS 350 (3.5 л. V6 M272, 200 кВт / 272 л.с., 350 Н·м), CLS 500 (5.0 л. V8 M113, 225 кВт / 306 л.с., 460 Н·м), CLS 550 (5.5 л. V8 M273, 281 кВт / 388 л.с., 530 Н·м) и CLS 55 AMG (5.4 л. V8 M113, 350 кВт / 476 л.с., 700 Н·м). В 2006 году появился двигатель CLS 350 CGI (3.5 л. V6 M272, 215 кВт / 292 л.с., 365 Н·м), а CLS 55 AMG заменили на CLS 63 AMG (6.2 л. AMG M156 V8, 378 кВт / 514 л.с., 630 Н·м). С 2007 года доступны CLS 280/300 (3.0 л. V6 M272, 170 кВт / 231 л.с., 300 Н·м) и обновлённый CLS 500 (5.5 л. V8 M273, 285 кВт / 388 л.с., 530 Н·м).
Линейка дизельных агрегатов была представлена двигателями CLS 320 CDI (с 2004 года, 3.0 л. турбированный V6, 165 кВт / 224 л.с., 540 Н·м) и CLS 350 CDI (с 2007 года, 3.0 л. турбированный V6, 165 кВт / 224 л.с., 540 Н·м).
Максимальная скорость всех двигателей, кроме CLS 280/300, составляла 250 км/ч. Наименее мощные двигатели имели ограничение в 245 км/ч.
|                                    | CLS 320 CDI                    | CLS 350 CDI                    | CLS 280                        | CLS 300                        | CLS 350                        | CLS 350 CGI                    | CLS 500                        | CLS 500                        | CLS 55 AMG                     | CLS 63 AMG                     |
| ---------------------------------- | ------------------------------ | ------------------------------ | ------------------------------ | ------------------------------ | ------------------------------ | ------------------------------ | ------------------------------ | ------------------------------ | ------------------------------ | ------------------------------ |
| Годы выпуска                       | 2004–2009                      | 2009–2010                      | 2008–2009                      | 2009–2010                      | 2004–2006                      | 2006–2010                      | 2004–2006                      | 2006–2010                      | 2004–2006                      | 2006–2010                      |
| Конфигурация и тип двигателя       | дизельный турбированный V6     | дизельный турбированный V6     | бензиновый V6                  | бензиновый V6                  | бензиновый V6                  | бензиновый V6                  | бензиновый V8                  | бензиновый V8                  | бензиновый V8 Kompressor       | бензиновый V8                  |
| Двигатель                          | OM 642 DE 30 LA                | OM 642 DE 30 LA                | M272 E 30                      | M272 E 30                      | M272 E 35                      | M272 DE 35                     | M113 E 50                      | M273 E 55                      | M113 E 55                      | M156 E 63                      |
| рабочий объём                      | 2987 см3                       | 2987 см3                       | 2996 см3                       | 2996 см3                       | 3498 см3                       | 3498 см3                       | 4966 см3                       | 5461 см3                       | 5439 см3                       | 6208 см3                       |
| Мощность                           | 165 кВт (224 л.с.) 3800 об/мин | 165 кВт (224 л.с.) 3800 об/мин | 170 кВт (231 л.с.) 6000 об/мин | 170 кВт (231 л.с.) 6000 об/мин | 200 кВт (272 л.с.) 6000 об/мин | 215 кВт (292 л.с.) 6400 об/мин | 225 кВт (306 л.с.) 5600 об/мин | 285 кВт (388 л.с.) 6000 об/мин | 350 кВт (476 л.с.) 6100 об/мин | 378 кВт (514 л.с.) 6800 об/мин |
| Крутящий момент                    | 540 Н·м 1600—2400 об/мин       | 540 Н·м 1600—2400 об/мин       | 300 Н·м 2500 об/мин            | 300 Н·м 2500 об/мин            | 350 Н·м 2400—5000 об/мин       | 365 Н·м 3000—5100 об/мин       | 460 Н·м 2700—4250 об/мин       | 530 Н·м 2800—4800 об/мин       | 700 Н·м 2650—4500 об/мин       | 630 Н·м 5200 об/мин            |
| Максимальная скорость, км/ч        | 246                            | 246                            | 245                            | 245                            | 250                            | 250                            | 250                            | 250                            | 250                            | 250                            |
| Разгон 0–100 км/ч, сек             | 7,0                            | 7,0                            | 7,7                            | 7,7                            | 7,0                            | 6,7                            | 6,1                            | 5,4                            | 4,7                            | 4,5                            |
| Трансмиссия                        | 7G-Tronic                      | 7G-Tronic                      | 7G-Tronic                      | 7G-Tronic                      | 7G-Tronic                      | 7G-Tronic                      | 7G-Tronic                      | 7G-Tronic                      | 5G-Tronic                      | 7G-Tronic                      |
| Смешанный расход топлива, л/100 км | 7,6                            | 7,6                            | 9,8                            | 9,8                            | 10,4                           | 9,1                            | 11,6                           | 11,6                           | 13,6                           | 14,5                           |

### Подвеска
На автомобиле C219 установлена пневматическая подвеска, имеющая три режима настройки. По умолчанию установлен «Comfort», идеально подходящий для обычных условий движения. Также доступны режимы «Sport» и «Sport +», придающие автомобилю больше маневренности на извилистых и ухабистых дорогах. Кроме того, C219 может быть поднят на 76 мм при необходимости.

### Комплектация
Следующие элементы являются стандартными для всех моделей C219:
- 17-дюймовые легкосплавные диски, 245/45 R17 шины;
- 7-ступенчатая автоматическая коробка переключения передач 7G-Tronic;
- пневмоподвеска с функцией Airmatic DC (для CLS 500)[9];
- тормозная система с функций Sensotronic;
- передние сидения с электрорегулировкой;
- чувствительный к скорости усилитель руля;
- зеркала с автоматическим затемнением и подогревом;
- наружный датчик температуры;
- внутреннее зеркало заднего вида с автоматическим затемнением;
- дворники с датчиками дождя;
- галогенные фары;
- светодиодные задние фонари и тормозные огни;
- электрические стеклоподъёмники;
- автоматический климат-контроль Thermatic;
- натяжители передних и задних ремней безопасности;
- боковые и оконные подушки безопасности;
- центральный дисплей на панели приборов, связанный с бортовым компьютером;
- центральный замок;
- ремонтный комплект шин TIREFIT;
- хромированный ключ (с 2006 года).

Дополнительно могут быть установлены:
- би-ксеноновые HID фары ближнего света;
- круиз-контроль;
- люк в крыше;
- Keyless Go;
- функция памяти для сидений, зеркал и рулевого колеса;
- система голосового управления LINGUATRONIC;
- система мультимедиа COMMAND APS;
- объёмная акустическая система;
- парктроники;
- специальные роскошные сидения (с 2006 года);
- адаптивные тормоза (с 2006 года);
- 18-дюймовые 7-спицевые легкосплавные диски (с 2006 года);
- разноразмерные легкосплавные диски различного дизайна (как и шины);
- GPS навигация.

### Безопасность
Компания Mercedes-Benz интегрировала все свои новейшие системы безопасности в автомобиль C219. В дополнение к передним подушкам безопасности установлены боковые (в передних сиденьях и иных местах). Голова пассажиров и водителя защищена специальными подголовниками. Автомобиль оснащён «умной» сенсорной системой для ремней и подушек безопасности. Опционально можно установить систему предотвращения столкновений PRE-SAFE. Стандартом для всех моделей CLS-класса являются оконные подушки безопасности, установленные как в передней, так и в задней части автомобиля. Как и предыдущие модели компании, C219 оснащён системой ABS и ESP.
47,5% всех компонентов кузова автомобиля выполнены из высокопрочных стальных сплавов, обеспечивающих максимальную защиту несмотря на малую толщину материалов. Фронтальный модуль состоит в основном из прочной поперечины, которая не только используется для крепления бампера, но и осуществляет важную функцию во время смещения фронтального удара, отвлекая силы к незатронутой стороне транспортного средства и тем самым значительно помогая рассеивать энергию удара. Пенный поглотитель ударной нагрузки в пластиковом бампере выполнен из поглощающего энергию полипропилена, который деформируется при столкновении и поглощает всю энергию удара, в результате чего нижестоящие металлические элементы не повреждаются. После пластик автоматически возвращается к своей первоначальной форме.

## AMG версии

### CLS 55 AMG
Подразделение Mercedes-AMG создало две версии автомобиля: первая, CLS 55 AMG, вышла вместе с моделью в 2004 году и оснащалась 5439 см3 нагнетающим двигателем М113 мощностью 350 кВт при 6100 об/мин. Скорость разгона до 100 составляла 4.7 секунды. Максимальная скорость составляла 250 км/ч.
Как и все автомобили, выпускаемые Mercedes-AMG, CLS 55 AMG оснащался 5-ступенчатой автоматической коробкой передач AMG Speedshift с возможностью ручного управления. Силовой агрегат отлично дополнялся спортивной полу-активной независимой подвеской (AIRMATIC DC) и высокоэффективной тормозной системой. На колёсах (легкосплавные диски R18) установлены большие, вентилируемые и перфорированные тормозные диски.
Интерьер автомобиля включал отделку из высококачественной кожи наппа и алькантары, хромированные пороги с логотипом AMG и спидометр до 320 км/ч.

### CLS 63 AMG
В 2006 году модель CLS 55 AMG заменили на CLS 63 AMG с 6208 см3, на которой был установлен двигатель М156 мощностью 514 л.с. (375 кВт) при 6800 об/мин и семиступенчатой АКПП 7G-Tronic. Автомобиль был представлен на Женевском автосалоне. CLS 63 AMG разгонялся с места до 100 км/ч за 4,5 секунды, а максимальная скорость составляла 250 км/ч (ограничена электроникой). Новый AMG V8 двигатель обеспечивал от 500 Н·м крутящего момента при 2000 об/мин до 630 Н·м при 5200 об/мин.
Автомобиль оснастили новыми, высококачественными, вентилируемыми перфорированными дисковыми тормозами на передних колёсах. В дополнении к этому на 18-дюймовые AMG легкосплавные диски титанового цвета установлены 255/40- и 285/35-широкие шины. На передних крыльях добавлены шильдики «6.3 AMG».
Интерьер автомобиля представлял собой сочетание спортивного стиля, высококачественных материалов и качественной отделки. В стандартную комплектацию CLS AMG входили спортивные сиденья, обитые кожей наппа, спидометр на 320 км/ч, а также эргономичное и спортивное рулевое колесо с подрулевыми алюминиевыми переключателями передач. Панель приборов получила новую функцию RACETIMER, которая позволяет водителю записывать время прохождения (скорость и иные показатели) круга на частных гоночных трассах.
Данная версия CLS 63 AMG выпускалась вплоть до завершения производства в 2010 году.

## Модификации

### Brabus Rocket

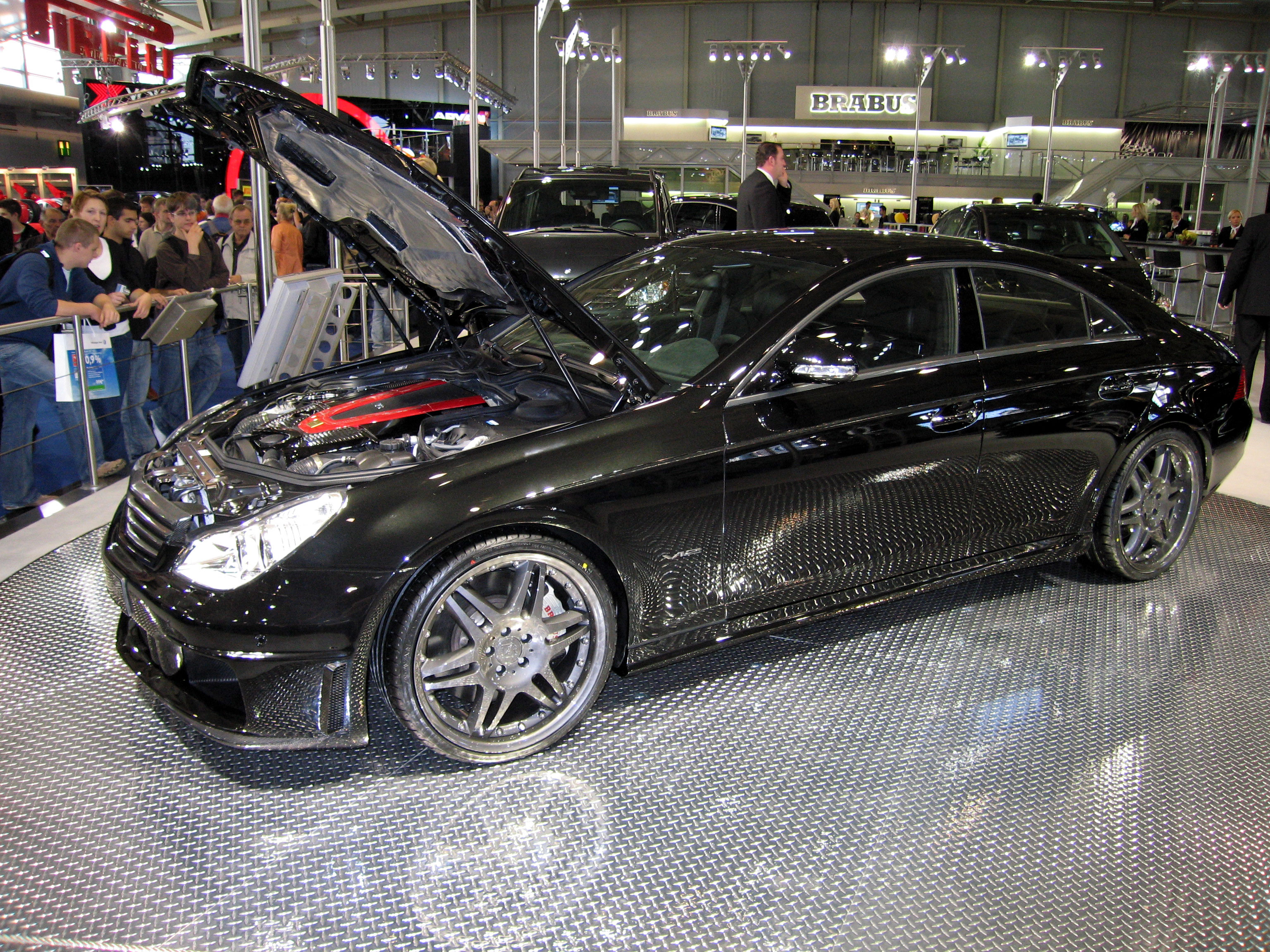
BRABUS Rocket на франкфуртском автосалоне 2007

Основанный на базе CLS тюнингованный автомобиль от Brabus, оснащённый модифицированным двигателем V12 twin-turbo с увеличенным с 6,0 до 6,3 л объёмом, который как и автомобиль сменил имя на Brabus S V12 S Biturbо, развивающим мощность 730 л.с. и крутящий момент 1100 Н·м (ограничен электроникой, без ограничения — 1320 Н·м) в 2006 году поставил мировой рекорд скорости серийных седанов — 362,4 км/ч (225,2 миль/ч). Несмотря на серьёзную переработку, Brabus Rocket вписывается в нормы Евро-4. Максимальная скорость ограничена электроникой на уровне 350 км/ч. До сотни Ракета разгоняется за 4 секунды, а ещё через 6,5 секунд на спидометре будет уже 200 км/ч, ещё 19 секунд — и стрелка поравняется с отметкой в 300 км/ч. Стоимость автомобиля составляет 348 тысяч евро. Позднее, в октябре 2006, Brabus Rocket побил свой рекорд, достигнув скорости 365,7 км/ч (227,2 миль/ч).

### CLS 300 ELLE Edition
Компанией ЗАО «Мерседес-Бенц РУС» и журналом ELLE весной 2010 года были подготовлены ограниченным тиражом в 33 автомобиля особой версии купе CLS — CLS 300 ELLE Edition. Отличительными особенностями модификации стали окраска кузова и отделка салона кожей марки designo. Кроме того на автомобили установили стеклянный люк, а также шильдики ELLE на крышке багажника и ELLE Edition на крыльях. Стоимость модели составила 3 333 000 рублей. Все покупательницы автоматически получают членство в клубе и годовую подписку на издание ELLE.

### CLS Grand Edition (2009)
Автомобили специального издания CLS Grand Edition стали доступны для заказа в январе 2009 года. Отличительными чертами модификации стали матовая окраска кузова, отделка кожей Designo и алькантарой, тонированные би-ксеноновые фары, 18-дюймовые 5-спицевые легкосплавные диски AMG, 245/40 R18 передние и 275/35 R18 задние шины, система адаптивного освещения в противотуманных фарах, надпись «Grand Edition» на передних крыльях, элементы отделки из благородных сортов древесины, спортивные педали из полированной нержавеющей стали с резиновыми шипами, руль, обшитый кожей, телефон, парктроники и мультимедийная система COMMAND APS.
Специальная серия комплектуется 4 двигателями, включая V6 CLS 280 и CLS 350 CGI (215 кВт / 292 л.с.). Стартовая цена CLS 280 Grand Edition составляла €67,294.

### CLS Sound Suite (2010)
Акустический комплект Sound Suite, доступный для CLS 350 Grand Edition и CLS 63 AMG, представлял собой систему из 4/6 динамиков студии Sonic Design, созданный для Японского рынка.
Автомобили с комплектом Sound Suite поступили в продажу 27 мая 2010 года в ограниченном количестве (всего 10 единиц).

## Галерея

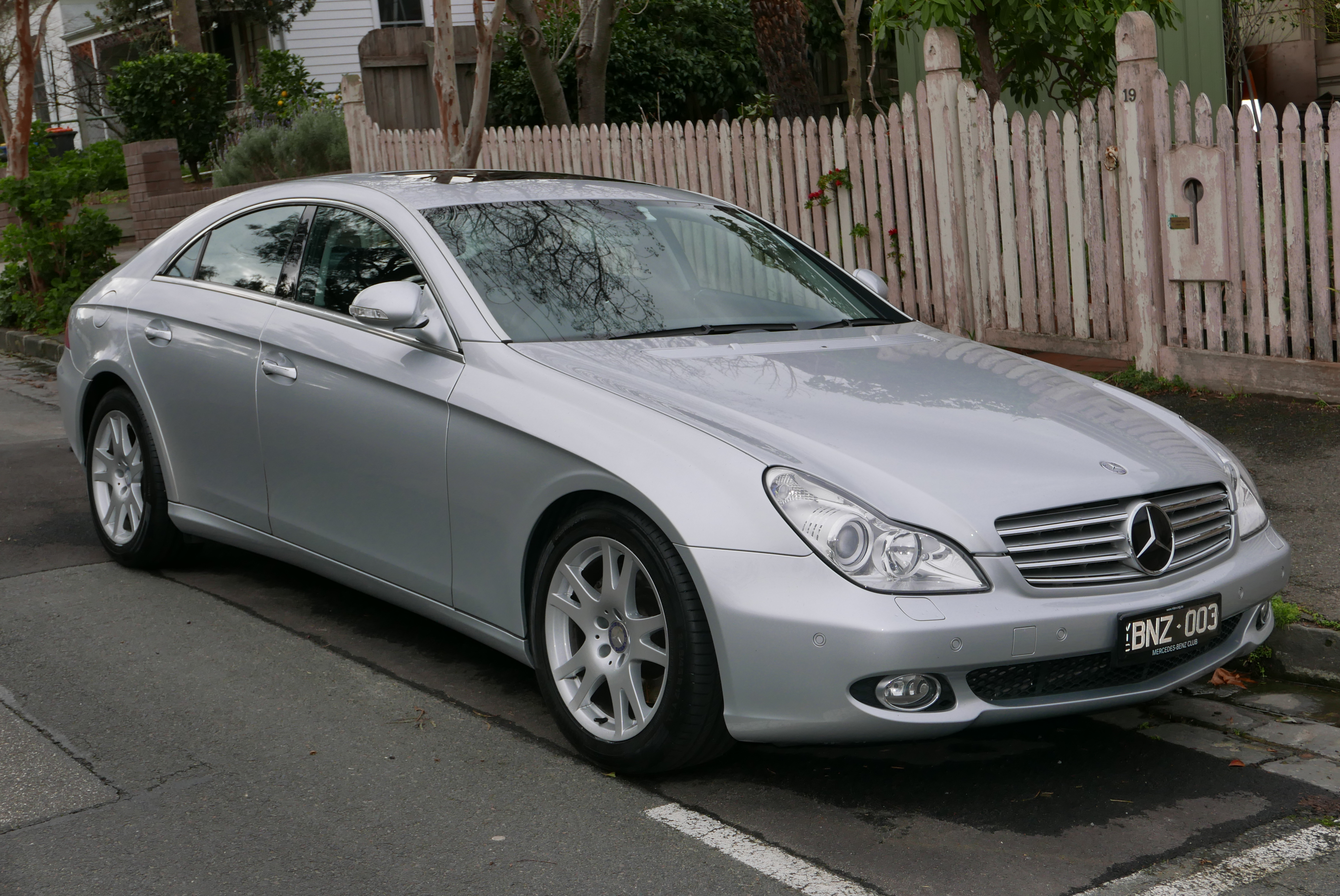
CLS 350 (C219), 2005, вид спереди
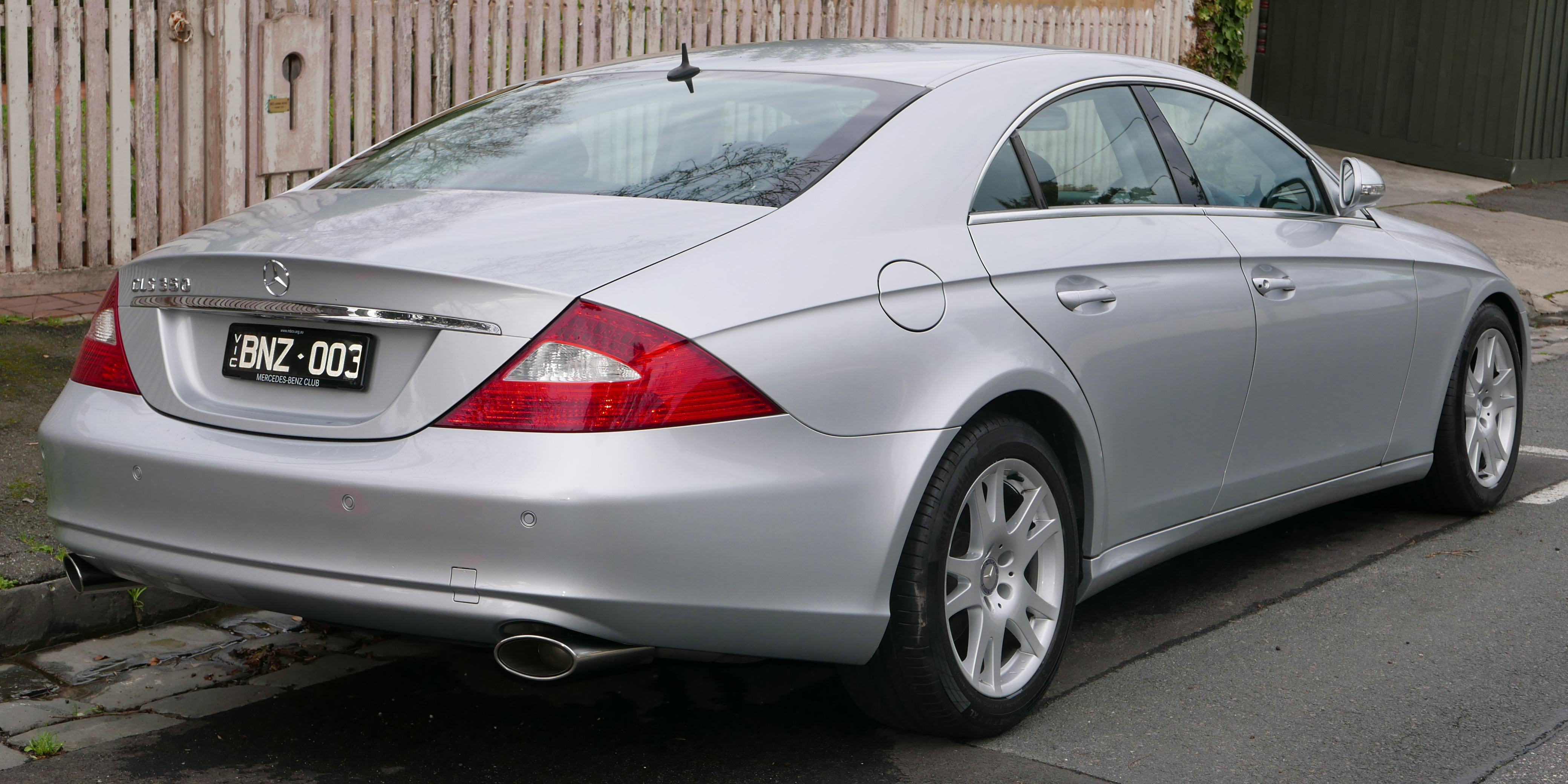
CLS 350 (C219), 2005, вид сзади
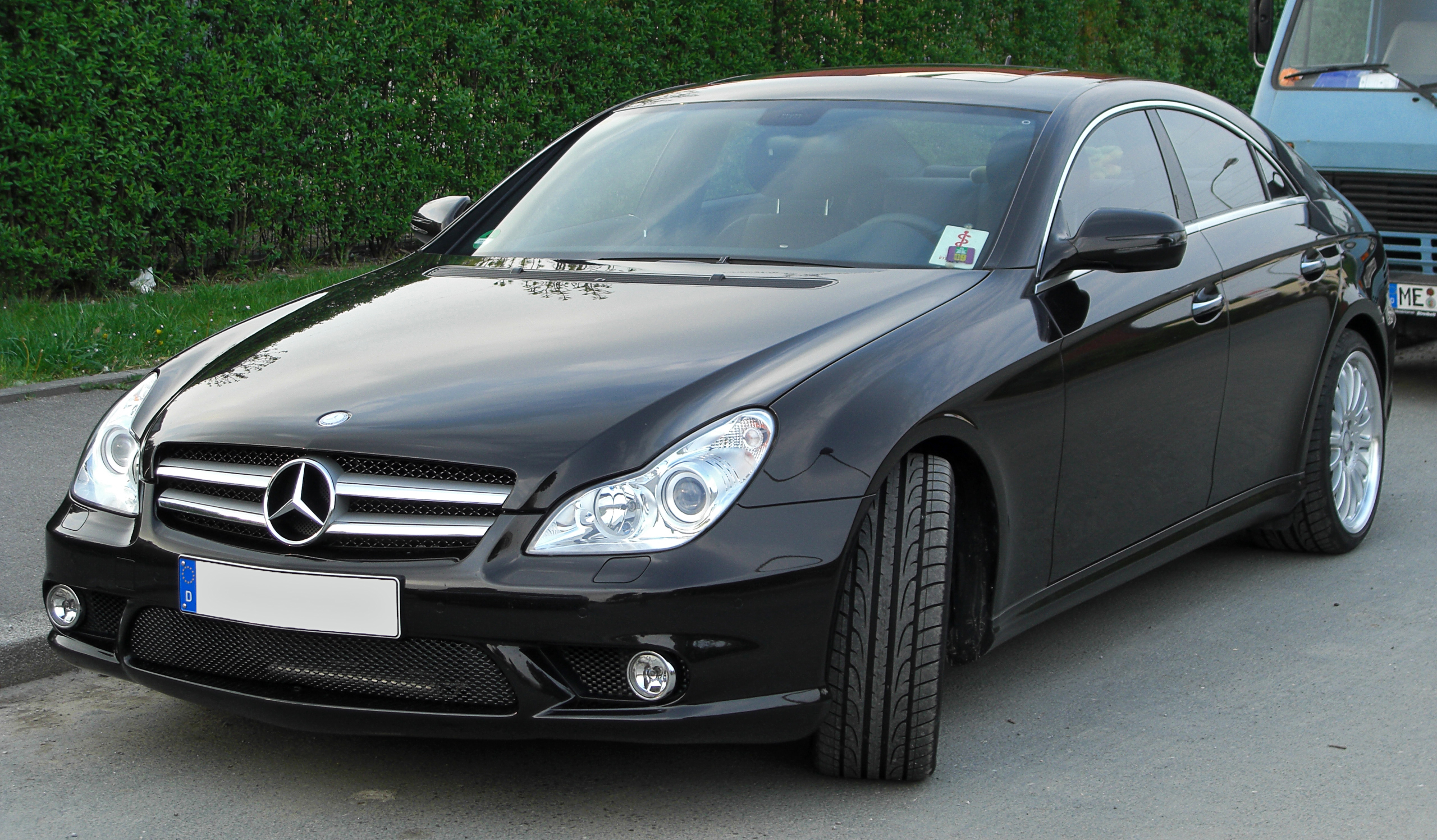
C219 AMG спорт-пакет, вид спереди
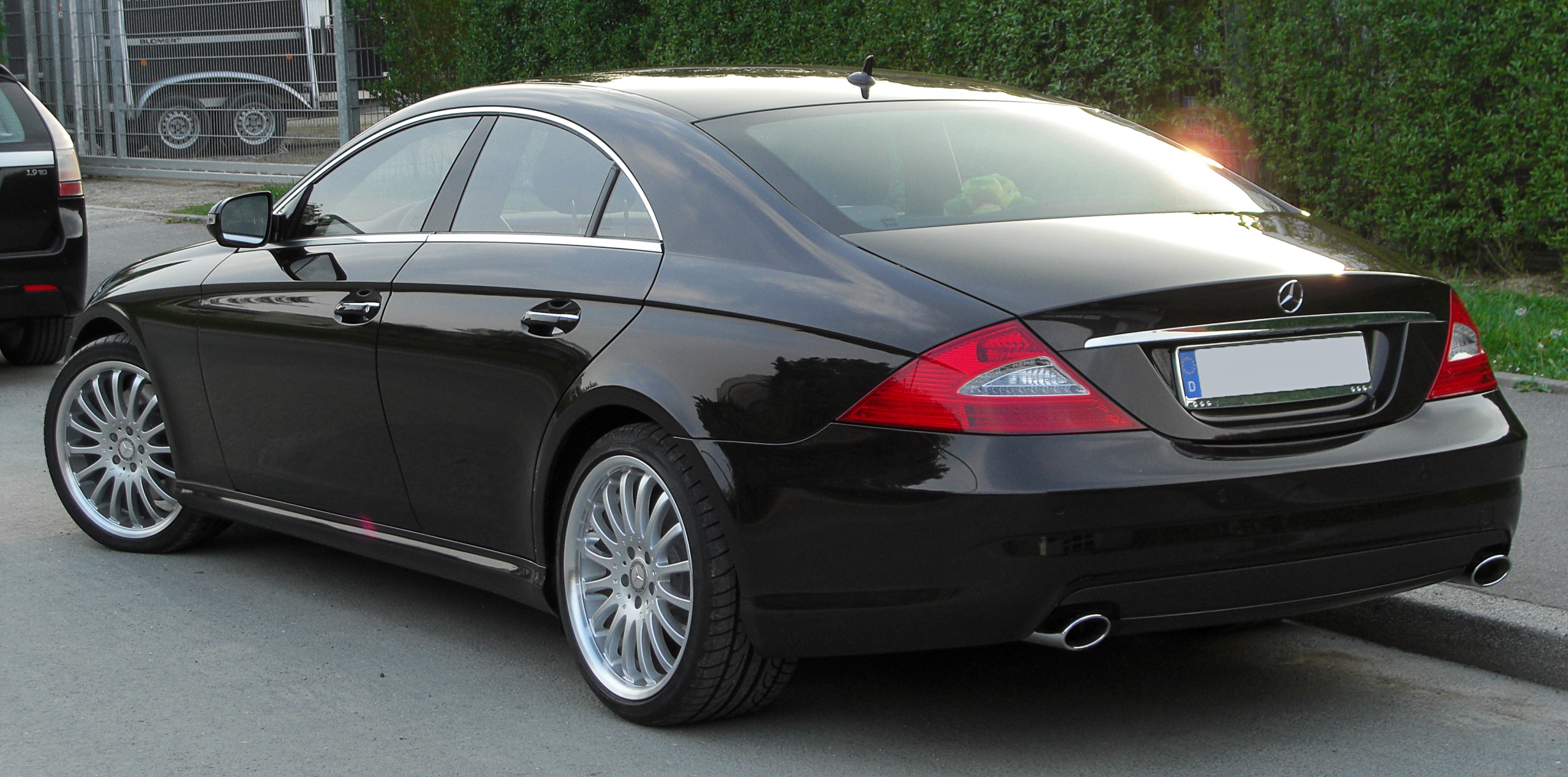
C219 AMG спорт-пакет, вид сзади
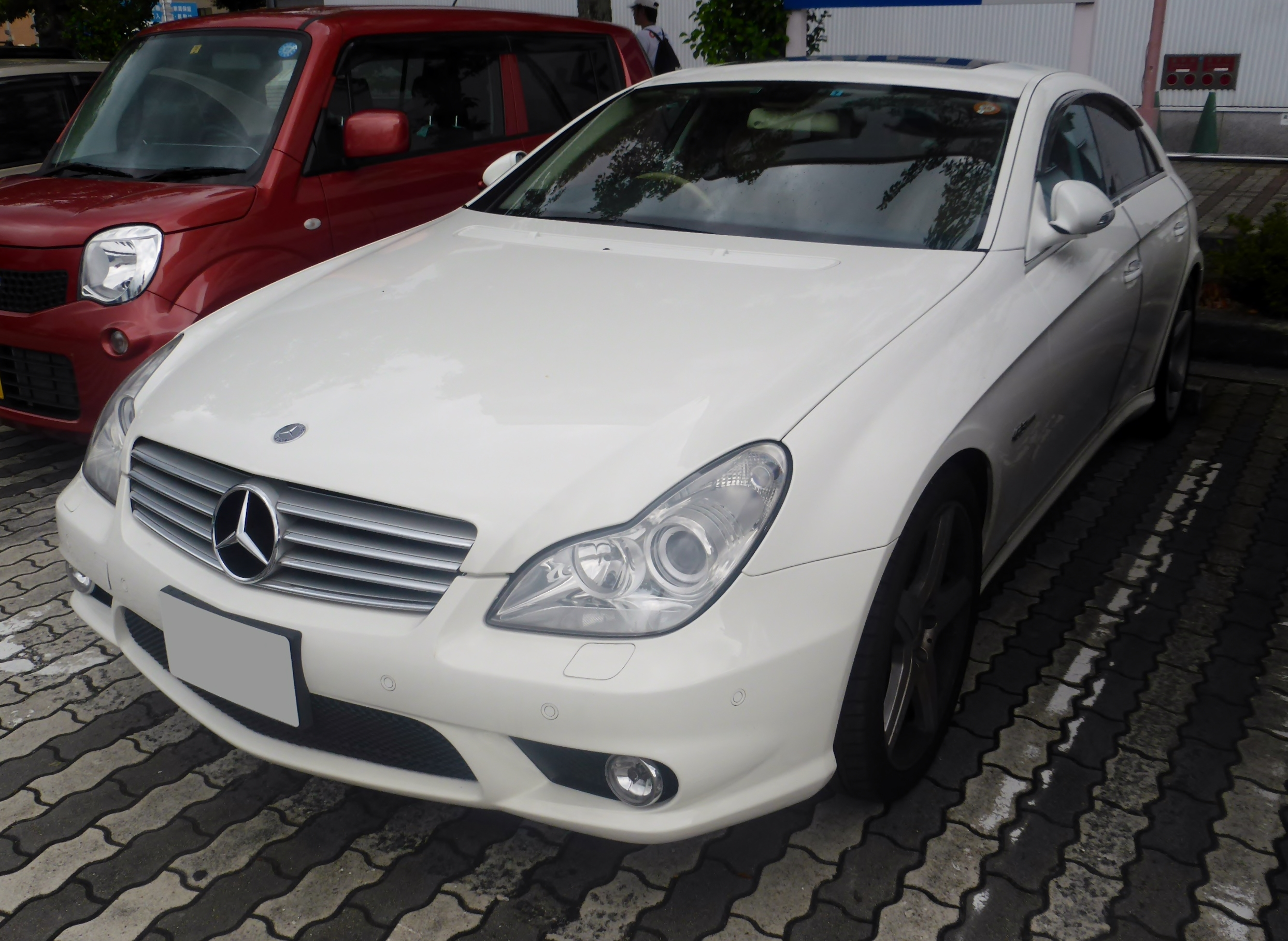
CLS 63 AMG (рестайлинг), вид спереди
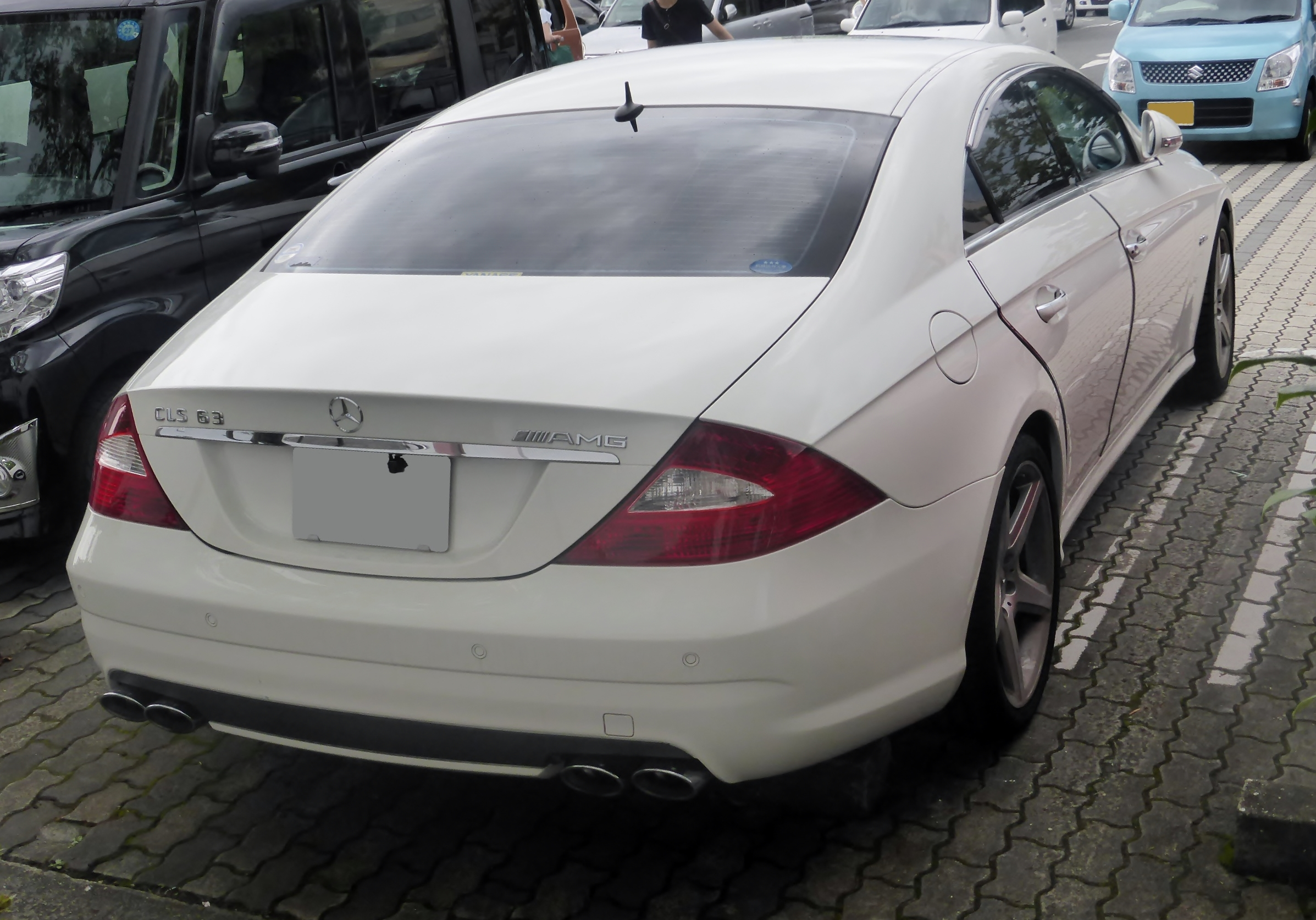
CLS 63 AMG (рестайлинг), вид сзади